# HD247959
HD247959 є хімічно пекулярною зорею спектрального класу
B9 й має видиму зоряну величину в смузі V приблизно 10,3.